# Conselho de ministros
O conselho de ministros ou gabinete (do inglês cabinet) é um órgão colegial, existente em diversos países, que reúne os ministros e outros membros do respectivo governo, sob a presidência do chefe de estado ou do chefe de governo, conforme a organização política e administrativa ali em vigor. Em alguns países, este órgão pode ter outras designações oficiais, tais como "conselho de estado", "conselho executivo" ou "comissão executiva".
Para além dos existentes nos governos centrais, também podem existir conselhos de ministros ou órgãos equivalentes no âmbito de entidades subnacionais dotadas de poder executivo próprio.
Ainda que, muitas vezes sejam usados como sinónimos, "conselho de ministros" e "governo" constituem conceitos distintos. O conselho de ministros ou gabinete é apenas um dos elementos de um governo. Já um governo é um órgão mais complexo que compreende — para além do próprio conselho de ministros — outros elementos tais como o chefe de governo e os diversos ministros, os quais são em si órgãos unipessoais.

## Funções
Normalmente, um conselho de ministros reúne-se com uma regularidade fixa (semanalmente, na maioria dos casos), sendo as suas reuniões realizadas à porta fechada. O conselho de ministros também se pode reunir extraordinariamente, para discutir assuntos de elevada gravidade, cuja resolução tenha um caráter urgente.
Nos sistemas em que o chefe de estado é o titular do poder executivo — como nos regimes presidencialistas — o conselho de ministros tem, normalmente, apenas funções consultivas em relação àquele, o qual pode tomar as suas decisões com base em informações ou conselhos emitidos por outras entidades. Num sistema deste tipo, o chefe de estado pode optar por nem sequer reunir o conselho de ministros regularmente e, em vez disso, reunir-se individualmente com cada um dos seus ministros. Por estas razões, nos sistemas presidencialistas, o conselho de ministros pode acabar por assumir uma função essencialmente simbólica, reunindo-se só em casos especiais.
Pelo contrário, nos sistemas parlamentares, o papel do conselho de ministros é, normalmente, muito mais relevante, ainda que varie bastante de país para país. Assim, nalguns países, a natureza colegial do conselho de ministros é bastante acentuada, sendo o órgão de onde emana efetivamente a direção política do governo. Em outros países, a posição de primazia (formal ou de facto) do chefe de governo é mais acentuada, assumindo este pessoalmente a direção política do governo, fazendo com que o conselho de ministros assuma um papel meramente consultivo — à semelhança do que acontece nos sistemas presidencialistas — ou de ratificação formal das decisões do chefe de governo.
Os conselhos de ministros também se podem classificar entre aqueles cujas decisões se traduzem em atos jurídicos formais (propostas de lei, resoluções, nomeações, etc.) e entre aqueles que assumem apenas decisões políticas de caráter geral que, depois, se traduzem em atos jurídicos levados a cabo por outras entidades (como os ministros a título individual).
Nas repúblicas semipresidencialistas em que — segundo o modelo da Quinta República Francesa — o conselho de ministros é presidido normalmente pelo chefe de estado, aquele tende a ter um papel mais preponderante do que os dos regimes presidencialistas, aproximando-se da importância que tem nos sistemas parlamentares, mas tem um papel reduzido nas matérias cuja direção política está reservada ao presidente da república, como são os casos dos negócios estrangeiros e da defesa nacional.

## Estrutura
Em termos de estrutura, distinguem-se os sistemas político-administrativos nos quais todos os membros do governo fazem parte do conselho de ministros daqueles em que só alguns deles fazem parte do mesmo. Este dualismo encontra-se especialmente nos países onde vigora o sistema de Westminster, nos quais se distinguem os ministros do gabinete (cabinet ministers) — normalmente, titulares dos ministérios mais importantes — dos restantes ministros. Em outros países, só os membros do governo que participam no conselho de ministros têm o título de "ministro", tendo os restantes outros títulos como "vice-ministro", "secretário" ou "subsecretário de estado". Por outro lado, em alguns países, para além dos ministros propriamente ditos, fazem parte do conselho de ministros outros altos funcionários do estado como podem ser os casos do procurador-geral ou do governador do banco central. Na antiga União Soviética e em outros estados comunistas, para além dos numerosos ministros, também eram membros dos conselhos de ministros os presidentes dos comitês de estado e de outros órgãos públicos com estatuto ministerial, bem como os presidentes dos conselhos de ministros das repúblicas federadas que integravam a União.
Nalguns países, para além do conselho de ministros geral, pode existir um conselho de ministros restrito do qual fazem parte apenas alguns dos ministros de maior confiança do chefe de governo. Este conselho restrito destina-se, normalmente, a aconselhar o chefe de governo nas suas decisões mais importantes. Por outro lado, em alguns sistemas, existem conselhos de ministros especializados em determinadas matérias (economia, assuntos sociais, segurança nacional, etc.), nos quais só participam os ministros titulares das pastas relacionadas com a matéria em causa.